# جورج‌تاون، شهرستان مدیسون، آرکانزاس
جورج‌تاون (به انگلیسی: Georgetown) یک منطقهٔ مسکونی در ایالات متحده آمریکا است که در شهرستان مدیسون، آرکانزاس واقع شده‌است. جورج‌تاون ۴۲۰٫۰۲ متر بالاتر از سطح دریا واقع شده‌است.